# Jacques-Julien Houtou de La Billardière
Jacques-Julien Houtou de La Billardière (Alençon, 28 ottobre 1755 – Parigi, 8 gennaio 1834) è stato un botanico francese.